# Selge
Selge (Grieks: Σελγη) was een grote stad in Pisidië, in de provincie Antalya in Turkije. Selge werd enkele eeuwen voor Christus de belangrijkste stad in de regio en behield een grote mate van zelfstandigheid van bestuur. Delen van de stadsmuur en de akropolis zijn goed bewaard gebleven, alsmede een deel van het theater. Van het gymnasium, de stoa, stadsmuur, basilica en tempels zijn echter maar ruïnes over gebleven. Vlak bij de stad is echter nog wel een gave Romeinse brug.

## Galerij

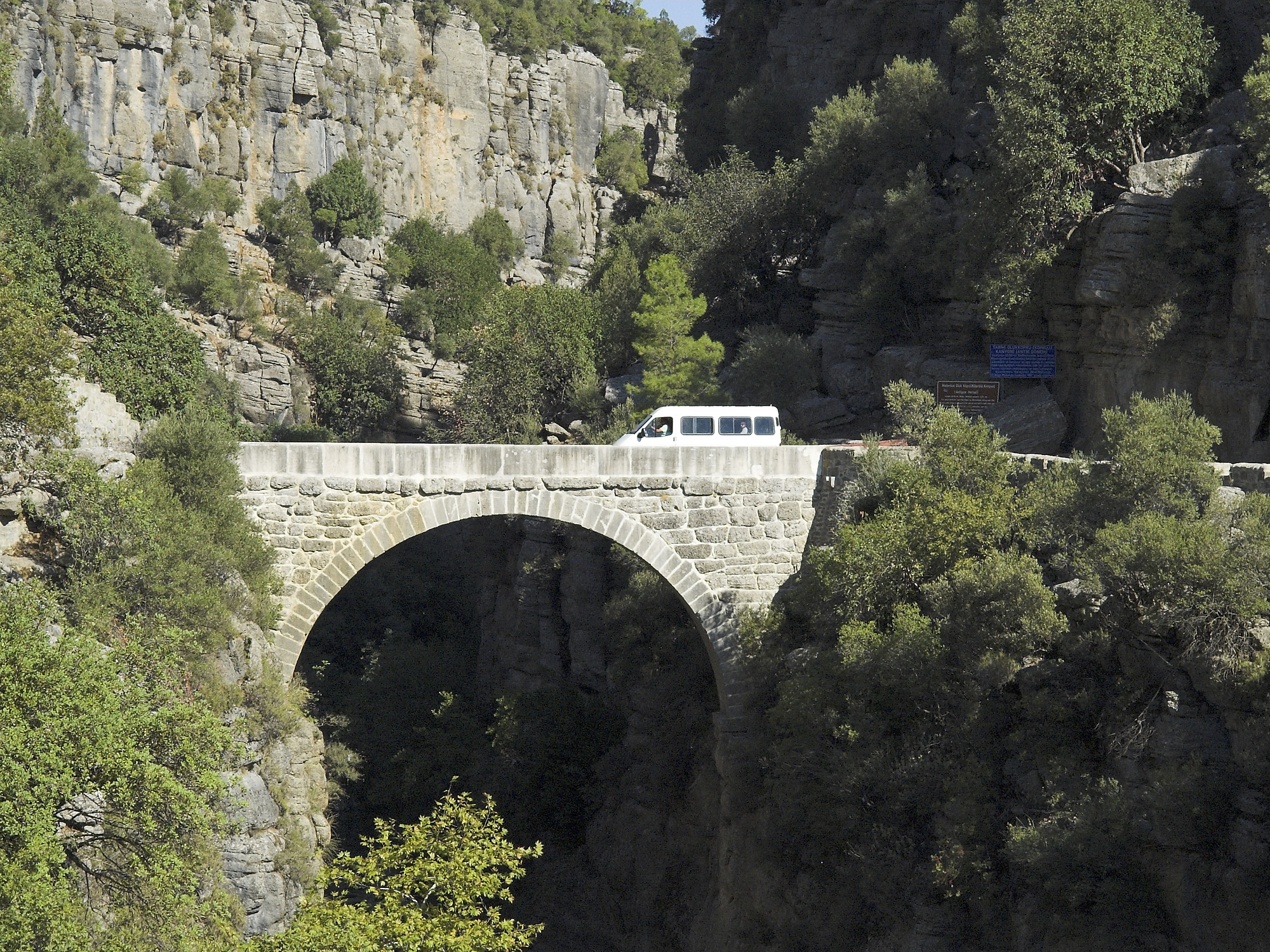
Eurymedonbrug in Selge
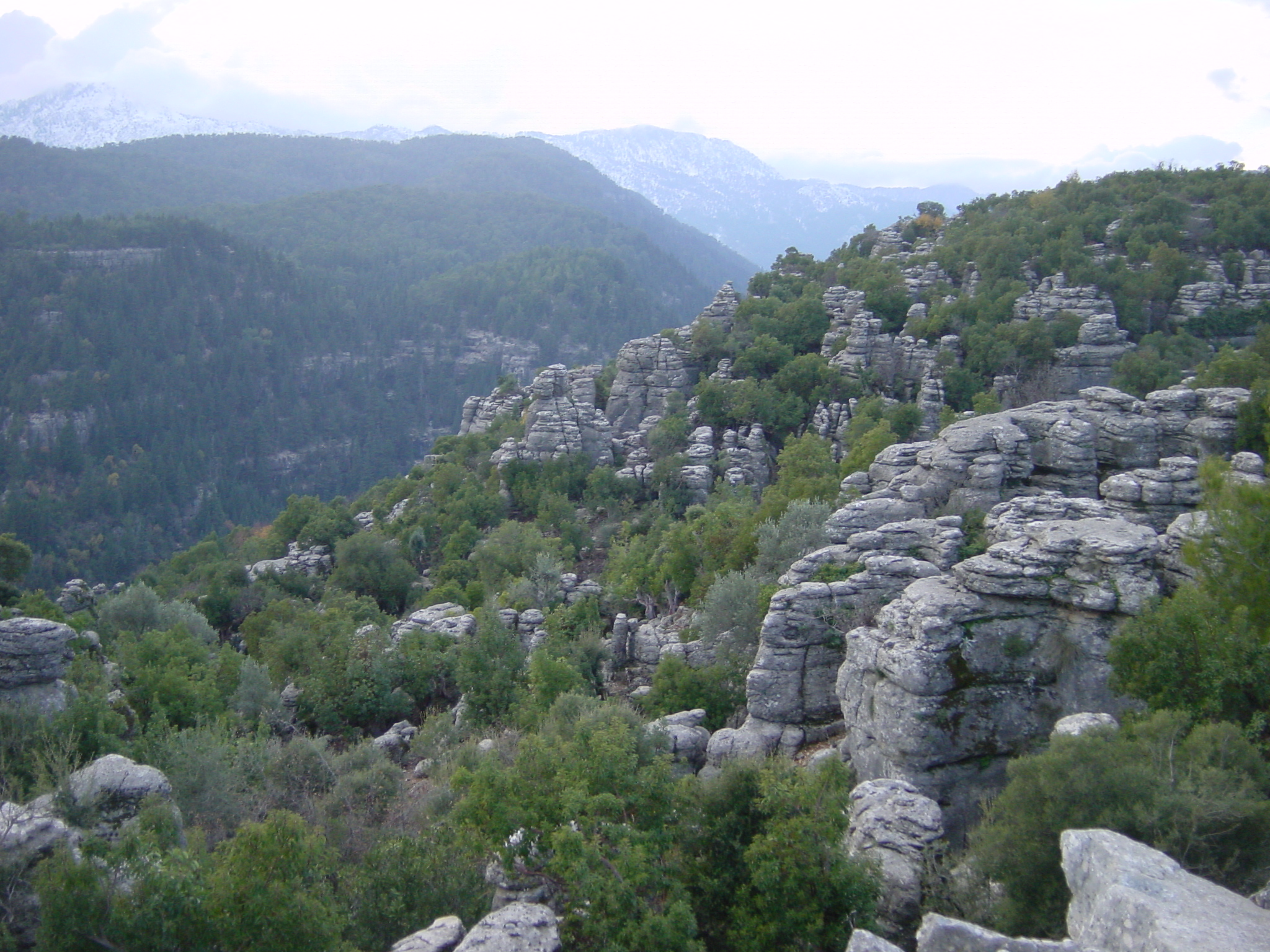
Uitzicht vanaf de Akropolis